# Денисови
Дени́сови (рос. Денисовы) — присілок у складі Слободського району Кіровської області, Росія. Адміністративний центр Денисовського сільського поселення.
Населення становить 598 осіб (2010, 596 у 2002).
Національний склад станом на 2002 рік — росіяни 94 %.